# Radar AN/FPS-77
L’AN/FPS-77 est un radar météorologique développé pour les forces armées aériennes des États-Unis (USAF) afin de remplacer le radar AN/APQ-13 devenu obsolète. Il servit de 1964 au début des années 1990. Il fut un compromis entre les besoins opérationnels grandissants de l’USAF et le coût de production. Il permit cependant de propager le concept de la diffusion des images radar au-delà des usagers immédiats des bases aériennes par la possibilité de se connecter à distance. Ses faiblesses ont également servi à développer une meilleure électronique et un système d'étalonnage pour les réseaux de radars qui lui ont succédé.

## Histoire
Au début des années 1960, le service météorologique de l’USAF prit la décision de remplacer les radars APQ-13 devenus obsolètes et AN/CPS-9 qui commençaient à prendre de l'âge. Pourtant les besoins opérationnels dépassaient largement le nombre de radars disponibles. L'expérience acquise avec les APQ-13 montra que les radars en bande X (3 cm) subissait une atténuation beaucoup trop importante pour la détection à longue portée et qu'idéalement la longueur d'onde utilisée devrait être dans la bande S (10 cm), comme l'avait démontré le service météorologique civil des États-Unis avec le WSR-57. Cependant, la grande antenne et l'électronique imposés par cette bande de fréquence furent jugés prohibitifs. L'USAF opta finalement pour la bande C, bande intermédiaire qui permettait d'utiliser une antenne plus petite pour une résolution équivalente et qui  était moins atténuée que la bande X. De plus, de nombreux composants entrant dans la fabrication du matériel électronique pour cette bande étaient déjà en stock.
L'USAF passa deux commandes à la Lear-Siegler Electronics, en 1964 et 1966, pour la fabrication de 103 radars AN/FPS-77. Les premiers tests furent effectués en novembre 1964 à la base Griffiss dans l’État de New York et la production en série commença en 1965. Le premier radar opérationnel fut installé en mars 1966 et presque tous furent en opération à partir de 1969. Au plus fort de leur déploiement, 87 étaient opérationnels sur des bases de l'USAF. Un fut détruit sans jamais avoir été utilisé après avoir été laissé rouiller sur un quai, les autres furent envoyés dans les ateliers d'entretien et les écoles de formation.
Les AN/FPS-77 devenus obsolètes furent progressivement remplacés aux États-Unis par le réseau NEXRAD à partir de la fin des années 1980. Comme le déploiement de ce réseau devait être plus lent que le retrait des FPS-77, 24 radars FPQ-21, similaires au WSR-74C, furent installés temporairement par la société Enterprise Electronics en remplacement. En 1999, il ne restait que deux radars en opération, l'un à la base de la Royal Air Force de Mildenhall en Angleterre et l'autre à la base de l'USAF à Katterbach en Allemagne.
Parce que le nombre de stations d'exploitation des données météorologiques dépassaient le nombre de sites radars, certains affichages PPI furent installés hors des bases. Cependant, le programme fut restreint par le fait que l'USAF ne voulait pas opérer ses radars en continu afin de leur permettre de durer plus longtemps. Cependant, ce programme incluait la possibilité d'accès aux radars du service météorologique civil et de certains CPS-9. Quand l'USAF abandonna son service, des compagnies privées comme Kavouras, Alden Electronics et WSI prirent le relais pour distribuer les images radars du service public. C'est ce qui a développé l'usage du radar dans les bulletins météorologiques jusqu'à nos jours. Cet accès à distance se révélant très apprécié tant dans la population que chez les militaires, il fut également incorporé dans les spécifications du réseau actuel NEXRAD du National Weather Service.

## Caractéristiques
Le FPS-77 fut conçu pour coûter le moins cher possible. Sa puissance-crête de 250 kW le mettait à égalité avec les CPS-9 qu'il remplaçait. L’antenne de 2,4 m et l'usage de la bande C permirent aussi d'obtenir une bonne résolution angulaire de 1,68°. Cependant, le contrôle de l’angle d'élévation était approximatif ce qui introduisit une grande incertitude sur la mesure de la hauteur des échos de précipitations. De plus, bien que le radar devait être capable de donner des mesures quantitatives du taux de précipitations, la conception du récepteur était ancienne et l'opérateur devait estimer la correction manuelle du gain pour ajuster l'intensité des échos selon la distance. Sa fréquence de répétition des impulsions radar unique de 324 Hz fut un autre compromis du radar entre la courte portée et la longue portée des autres radars de la même époque.
L'opération et l'entretien du système allaient de pair avec les compromis adoptés dont l'absence de manuel de l'utilisateur. À la fin des années 1960, l'USAF se rendit compte des mauvaises performances opérationnelles. Pensant qu'il s'agissait surtout d'un manque de formation des opérateurs, l'USAF ordonna la diffusion d'un manuel technique et opérationnel sur le radar. Mais la meilleure formation des opérateurs n'a pas permis de compenser les problèmes d’étalonnage et de conception vétuste du radar. Après des études sur ces questions menées par l'USAF et par d'autres organismes, nombres d'éléments électroniques et mécaniques furent remplacées à partir du milieu des années 1970.